# Мерсер-стріт (Мангеттен)
Мерсер-стріт (англ. Mercer Street) — вулиця в боро Мангеттен, Нью-Йорк. Пролягає з півночі на південь через райони Грінвіч-Віллидж і Сохо, зі сходу 8-ї вулиці повз західну частину Х'юстон-стріт до Канал-стріт. Вулиця раніше називалася Фьорст-стріт і Клермонт-стріт, але була перейменована в 1799 році на честь Г'ю Мерсера, шотландсько-американського бригадного генерала, який загинув у битві під Прінстоном, що сталося завдяки його пораді Джорджу Вашингтону йти на Прінстон.
Її координати 40°43′32.24″N 73°59′51.99″W.